# Płoszczewo
Płoszczewo (biał. Плошчава; ros. Площево) – wieś na Białorusi, w obwodzie brzeskim, w rejonie pińskim, w sielsowiecie Kałaurowicze, nad Prypecią.
Stanowi enklawę w obrębie Rezerwatu Krajobrazowego Środkowa Prypeć. W pobliżu wsi do Prypeci uchodzi Jasiołda
W dwudziestoleciu międzywojennym leżało w Polsce, w województwie poleskim, w powiecie pińskim, w gminie Lemieszewicze. Po II wojnie światowej w granicach Związku Sowieckiego. Od 1991 w niepodległej Białorusi.